# 机械战警 (2014年电影)
是一部2014年美国科幻动作片，翻拍自1987年的同名电影，为机械战警系列的第四部作品。巴西导演何塞·帕蒂尔哈执导，喬爾·金納曼、蓋瑞·歐德曼、米高·基頓、森姆·積遜、艾比·考尼什和傑基·厄爾·哈利主演。美国和英国于2014年2月14日上映，台灣、香港和中国大陆分别在同年1月31日、2月13日和2月28日上映。

## 剧情
以2028年的底特律为背景，2028年跨國企業歐姆尼已成為機械人科技發展的核心，他們超卓的表現更引領美國於世界各地的戰爭中取得勝利，然而由于对机器人没有人类良知的意识和思维的顾虑，美国民众和国会议员大多反对在本土部署机器警察和士兵；而接下來歐姆尼公司更希望能令這種科技更加普及化。
底特律警察墨菲在打击以瓦隆为首的犯罪集团过程中受到罪犯报复，被安置在其车子下面的炸弹炸伤，导致其胸腔以下的身体被毁，為保墨菲的性命，在丹尼·诺顿博士的研究下，歐姆尼機器人公司利用他們最新的機器人科技將他改造成半人半機械的超級警察「鐵甲威龍」，墨菲得以全新面貌出现。歐姆尼公司的CEO雷蒙德·塞拉斯希望这个具备人脑意识和机器人超级身体的超級警察「鐵甲威龍」能赢得大众和国会议员的认可，继而能够在美国本土广泛部署。科学家在将底特律辖区所有犯罪资料输入墨菲的机械身甲资料库里后，墨菲能够很快寻找到犯罪嫌疑人并将之绳之以法，不过他也发现了自己所遭受的炸弹袭击的惨痛经历，并在意识裏不断重复这一受害过程。
由于墨菲高效的执法效率，经过媒体报道后其知名度和受欢迎度在国内大增，赢得大量民众的好感，进而在国会中大多议员投票支持在本土部署机器人的法案。与此同时，墨菲很快找到瓦隆等人的地址，并迅速将其党羽一举歼灭，还发现了警局中有为瓦隆暗中效力的腐败警员。墨菲回到警局后，制裁了那两名腐败分子，并发现局长凯伦也有腐败嫌疑。就在其准备打击凯伦时，墨菲的动力系统被公司训练负责人里克关闭。此时墨菲妻子克拉拉还打算向媒体公开自己与丈夫被拒绝见面的秘密，公司主管雷蒙德·塞拉斯认为议案已经获得通过，而墨菲的存在已经不重要了，而且对公司利益还是个威胁，于是下令里克等人前去消灭墨菲。而丹尼诺顿博士获知该信息后，帮助墨菲顺利逃脱追杀，不过墨菲在对敌战斗中受伤。
克拉拉携带儿子去找雷蒙德询问丈夫的下落，被对方当作人质准备乘坐楼顶的直升机一起离开公司总部。墨菲前去营救妻儿，并打傷了雷蒙德。事后受伤的墨菲又被丹尼诺顿博士换上了新的战甲并与妻儿相见。而丹尼·诺顿博士公开承认半人半机器的机械战警还有很多问题，基于此美国总统否决了国会此前通过的议案，因此机器战警还是不能在本土部署，而一直支持部署机器人的谈话性新闻节目主持人诺瓦克则对此结果相当反感。

## 演員
| 演員                   | 角色                               | 簡介                                                             |
| 喬爾·金納曼            | 艾力克斯·墨菲／機器戰警（RoboCop） | 受重伤的警官，后来成为改造人Cyborg（生化人）                     |
| 蓋瑞·歐德曼            | 歐姆尼公司的丹尼·諾頓博士          | 创造机械战警的科学家                                             |
| 米高·基頓              | 雷蒙·賽勒斯                        | 歐姆尼公司的CEO                                                  |
| 森姆·積遜              | 派特·諾維克                        | 談話性新聞節目《諾維克關鍵時刻》主持人，其支持在美国部署机器战警 |
| 艾比·柯妮許            | 克萊拉·墨菲                        | 墨菲的妻子                                                       |
| 傑·巴魯契              | Pope                               | 歐姆尼公司的市场部总管                                           |
| 艾蜜·加西亞            | 金                                 | 与丹尼·諾頓博士合作的科学家                                      |
| 約翰·保羅·拉坦         | 大衛·墨菲                          | 墨菲的儿子                                                       |
| 傑基·厄爾·哈利         | 瑞克·梅托斯                        | 负责训练機器戰警的军人                                           |
| 米格·法拉              | 范倫                               | 底特律的黑幫首領，重傷墨菲的幕後兇手之一                         |
| 詹妮弗·艾莉            | Liz Kline                          | 歐姆尼公司的法務負責人                                           |
| 瑪麗安·吉恩·巴普迪斯特 | 凱倫·狄恩                          | 底特律警察局长                                                   |
| 迈克尔·K·威廉姆斯      | 傑克·路易斯警官                    | 墨菲的搭档                                                       |
| Douglas Urbanski       | Mayor Durant                       | 底特律市长                                                       |
| 紮克·格雷尼爾          | 修伯·崔佛斯                        | 美国参议员，其反对在美国部署机器战警                             |

## 制作
何塞·帕蒂尔哈于2011确认担任导演，2012年3月至7月确定了演员阵容，2012年9月开始在多伦多和温哥华拍摄，其他拍摄地包括哈密尔顿和底特律。

## 评价
烂番茄新鲜度49%，平均分5.5；Metacritic上41家媒体综评52分，获得混合评价。《旧金山编年史》给满分：它并不是1987年原片的旧瓶装新酒，导演在片中完美地投射了过去27年中美国人生活的变迁，展示出我们对恐怖主义、新威胁以及科技爆炸的焦虑。《综艺》杂志给70分：影片不如原版幽默好玩，但是却通过机械加工效率和少许灵魂满足了翻拍动作片更黑暗的诉求。《多伦多环球邮报》给63分：尽管这部《机械战警》未能成功捕获到原版的若智若愚的胆识之处，但是本片的卡司却轻松超越了原作。《洛杉矶时报》给50分：尽管本片不能算是彻底的灾难，但也远没有那部经典《机械战警》的影子。

## 票房
美国首周末入账2150万美元列第三，首周五天累计2640万；次周末收940万列第四，累计4360万；第三周末收获450万列第六位。
台北首周收获1981万新台币列第二。香港首周四天收获778万港币列第一位；次周收入475万列第二。中国大陆首周三天收获1.32亿人民币列第二位，次周收1.33亿列第一位，第三周收4500万列第二位，最终累计3.17亿。